# Traîné sur le bitume
Pour plus de détails, voir Fiche technique et Distribution.
Traîné sur le bitume ou Justice brutale (Dragged Across Concrete) est un film américano-canadien réalisé par S. Craig Zahler, sorti en 2018. Il est présenté hors compétition à la Mostra de Venise 2018.

## Synopsis
Le film suit deux policiers de la ville de Bulwark, le vieux briscard Brett Ridgeman et son partenaire plus jeune Anthony Lurasetti. Après une arrestation, ils sont dénoncés pour leurs méthodes douteuses lorsqu'une vidéo est publiée par les médias. Les deux hommes sont donc suspendus pendant plusieurs semaines, sans salaire.
Cela tombe mal pour les deux hommes. Anthony Lurasetti veut demander sa copine en mariage. De son côté, Brett Ridgeman en a marre du quartier où il habite dans lequel sa fille s'est à nouveau fait agresser. De plus, sa femme, Melanie, souffrant d'une sclérose en plaques, ne peut travailler.
Au pied du mur, ils décident de basculer dans la criminalité. Un informateur leur parle d'un dénommé Lorentz Vogelmann. Les deux policiers suspendus espèrent alors lui dérober son butin. Mais ils vont être rapidement dépassés par ce qui les attend.

## Fiche technique
Sauf indication contraire, les informations mentionnées dans cette section peuvent être confirmées par la base de données cinématographiques IMDb,  présente dans la section « Liens externes ».
- Titre : Traîné sur le bitume
- Titre québécois : Justice brutale
- Titre original : Dragged Across Concrete
- Réalisation et scénario : S. Craig Zahler
- Costumes : Tanya Lipke
- Photographie : Benji Bakshi
- Montage : Greg D'Auria
- Musique : Jeff Herriott et S. Craig Zahler
- Production : Sefton Fincham, Jack Heller, Tyler Jackson, Keith Kjarval et Dallas Sonnier
- Sociétés de production : Unified Pictures, Cinestate, Look to the Sky Films et Moot Point Productions
- Sociétés de distribution : Summit Entertainment (États-Unis), Metropolitan Filmexport (France)
- Budget : 15 millions de dollars[2]
- Langue originale : anglais
- Pays d'origine :  Canada,  États-Unis
- Format : Couleurs - 35 mm - 2,35:1 - Dolby Digital
- Genre : thriller, policier, drame, film de casse
- Durée : 159 minutes
- Dates de sortie[3] : 
  - Italie : 3 septembre 2018 (Mostra de Venise 2018)
  - États-Unis : 9 octobre 2018 (Beyond Fest), 22 mars 2019
  - France : 30 juillet 2019[4] (en vidéo à la demande)
- Interdit aux moins de 12 ans lors de sa sortie en DVD en France.

## Distribution
- Mel Gibson (VF : Jacques Frantz ; VQ : Hubert Gagnon) : Brett Ridgeman
- Vince Vaughn (VFB : Bruno Mullenaerts ; VQ : Daniel Picard) : Anthony Lurasetti
- Tory Kittles (VFB : Marc Weiss ; VQ : Alexis Lefebvre) : Henry Johns
- Michael Jai White (VFB : Alain Eloy ; VQ : Thiéry Dubé) : Biscuit
- Jennifer Carpenter (VFB : Micheline Tziamalis ; VQ : Magalie Lépine-Blondeau) : Kelly Summer
- Laurie Holden (VFB : Cécile Florin ; VQ : Mélanie Laberge) : Melanie Ridgeman
- Fred Melamed (VFB : Benoît Van Dorslaer ; VQ : Sylvain Hétu) : M. Edmington
- Udo Kier : Friedrich
- Thomas Kretschmann (VFB : Jean-Michel Vovk ; VQ : Pierre Auger) : Lorentz Vogelmann
- Don Johnson (VFB : Michelangelo Marchese ; VQ : Marc Bellier) : le lieutenant Calvert
- Liannet Borrego : Rosalinda
- Andrew Dunbar (VFB : Brieuc Lemaire) : Jeffrey
- Vanessa Bell Calloway (VFB : Nathalie Stas) : Jennifer Johns
- Myles Truitt (VFB : Hugo Gonzalez) : Ethan Johns

## Production
En février 2017, S. Craig Zahler est annoncé comme réalisateur d'un film intitulé Dragged Across Concrete, d'après un script qu'il a lui-même écrit. Mel Gibson et Vince Vaughn sont annoncés dans les rôles principaux. Le premier avait dirigé le second dans Tu ne tueras point (2016).
En mai 2017, Lionsgate acquiert les droits de distribution américaine du film qui sortira via sa filiale Summit Entertainment.
Le tournage débute le 17 juillet 2017 à Vancouver,,.

## Distinctions

### Récompense
- Festival international du film policier de Beaune 2019 : Prix sang neuf[8].

### Sélection
- Mostra de Venise 2018 : sélection hors compétition[9].